# 秦瑜
秦瑜（1995年2月15日—），曾為中國女子音樂組合SING女團的隊長。2015年8月10日以《青春的告白》一曲出道。在組合内擔任Rap與領舞。

## 經歷
- 2015年7月，以第二期練習生的身分加入SING女團，並參與大型女子偶像組合成長真人秀節目《偶像來了-S.I.N.G養成日誌(第二季)》。同年8月11日以SING女團正式成員的身分出道。2016年10月5日接任女團第四任隊長，同年參與酷狗音樂主辦的明星養成音樂真人秀《Hello!星主播》，獲得《繁星超夯》與《顏值擔當》兩獎[4]。2018年8月12日，SING女團以青春大使的身分受邀參加在深圳舉辦的《第二屆國際青年大會》，大會第二日（8月13日），秦瑜代表女團以全英文在SDGs主題演講論壇發表《從電子國風看青年文化與傳統文化的融合發展》演講，獲各方讚譽[5]。2021年5月1日，於「2021屆優秀畢業生畢業公演」後畢業。

- 入團之前曾有八年的民族舞經驗，除了領舞以外也是女團編舞人之一。身為隊長又是女團主要對外發言人，因此被粉絲戲稱為「官方魚醬」。

## 作品

### 音樂

#### 個人
| 年份   | 日期     | 歌曲名稱                                            | 作詞   | 作曲   | 備註                                                 |
| 2018年 | 1月19日  | 想带你到霭霭晨光里                                  | 米小某 | 潘成   | 與林慧同團合作，網路劇《龙日一，你死定了》第二季插曲 |
| 2020年 | 9月3日   | 迷路                                                |        |        | 《1828》專輯                                         |
| 2021年 | 6月12日  | 夏日晴海                                            |        |        | 合作演唱者：三无Marblue、易言、严云笙                |
| 2021年 | 8月20日  | 霓虹灯下                                            |        |        | D区少女企划第四弹                                    |
| 2021年 | 12月16日 | 山風                                                | 簡佑翔 | 簡佑翔 |                                                      |
| 2022年 | 6月6日   | 今天也要加油呀                                      |        |        | 合作演唱者：金靖                                     |
| 2022年 | 8月9日   | 再見                                                |        |        | 合作演唱者：蔣申、林慧、吳瑤、陳麗                   |
| 2022年 | 9月10日  | 星月頌 （合作演唱者：蔣申、林慧、吳瑤、陳麗、邊麗） |        |        | 中秋單曲                                             |
| 2022年 | 12月30日 | 生生念 （合作演唱者：金志成）                       |        |        | 影视剧《女师尊在上》主题曲                           |
| 2023年 | 7月20日  | 還算可以                                            |        |        |                                                      |
| 2023年 | 7月22日  | 爆米發                                              |        |        | 合作演唱者：張浩然                                   |

### 影視

#### 電視劇
| 播出時間                     | 播出頻道               | 劇名               | 同團參演成員                                         |
| 2018年4月3日 - 2018年5月30日 | 廣東廣播電視台少兒頻道 | 《快乐酷宝》第三季 | 陈丽、蒋申、赖美云、林慧、林津伊、秦瑜、吴瑶、许诗茵 |

#### 專屬綜藝節目
| 日期                           | 節目名稱                         | 集數 | 備註                                     |
| 2015年7月22日－2015月9月23日   | 偶像来了-S.I.N.G养成日志(第二季) | 10   | 第二期練習生                             |
| 2017年9月9日                   | 美食大作战                       | 2    |                                          |
| 2017年3月10日－2017年4月17日   | 小姐姐我想                       | 3    | 參與成員：賴美雲、蔣申、秦瑜、吳瑤、陳麗 |
| 2017年10月23日－至今           | SING工作日志                     | 26   |                                          |
| 2018年9月2日－2018年11月8日    | 繁星夜谈会                       | 4    |                                          |
| 2018年9月6日－2018年10月18日   | SING Holiday 巴厘岛特辑          | 7    |                                          |
| 2018年9月11日－至今            | SING練習時                       | 10   |                                          |
| 2018年10月25日                 | 蒋申带你遊上海                   | 1    |                                          |
| 2018年12月14日－2018年12月20日 | SING Holiday 成都特辑            | 2    |                                          |
| 2019年1月3日－至今             | SING HOME                        | 6    |                                          |

#### 綜藝節目
| 播出日期       | 節目名稱               | 首播平台               | 同團參演成員                                               |
| 2015年8月24日  | 《勇者大冲关》         | 江苏卫视               | 全員                                                       |
| 2015年11月29日 | 《全球中文音乐榜上榜》 | 中國中央電視台音樂頻道 | 邊麗、蔡莎、賴美雲、林津伊、林慧、蔣申                     |
| 2016年3月15日  |                        | 粉絲網網路節目         | 賴美雲、林津伊、蔡莎、林慧、蔣申、吳瑤                     |
| 2016年4月22日  | 《Hello星主播》        | 網路節目               |                                                            |
| 2016年5月21日  | 《全球中文音乐榜上榜》 | 中國中央電視台音樂頻道 | 蔡莎、賴美雲、林慧、蔣申                                   |
| 2016年5月26日  | 《酷狗星乐坊》         | 網路節目               | 蔡莎、賴美雲、林慧、蔣申                                   |
| 2016年6月2日   | 《最音樂》             | 網路節目               | 蔡莎、賴美雲、林慧、蔣申                                   |
| 2016年6月5日   | 《活力大冲关》         | 广东卫视               | 賴美雲、林津伊、林慧、蔣申、吳瑤、陳麗、許詩茵             |
| 2016年8月7日   | 《AiBB亚洲偶像榜》     | 網路節目               | 賴美雲、蔡莎、陳麗、許詩茵                                 |
| 2016年10月10日 | 《勇者大冲关》         | 江苏卫视               | 賴美雲、林津伊、林慧、蔣申、許詩茵                         |
| 2016年11月12日 | 《全球中文音乐榜上榜》 | 中國中央電視台音樂頻道 | 賴美雲、林津伊、許詩茵                                     |
| 2016年11月27日 | 《AiBB亚洲偶像榜》     | 網路節目               | 賴美雲、林津伊、林慧、蔣申、吳瑤、陳麗、許詩茵             |
| 2017年1月20日  | 《欢乐一家亲》<        | CCTV-4                 | 賴美雲、林津伊、林慧、蔣申、吳瑤、陳麗、許詩茵、边丽、蔡莎 |
| 2017年6月1日   | 《六一晚会》           | TVS5                   | 賴美雲、林慧、蔣申、吳瑤、陳麗、許詩茵                     |
| 2017年9月5日   | 《娱乐前线》           | 广东电视台综艺频道     | 賴美雲、林津伊、林慧、蔣申、吳瑤、陳麗、許詩茵             |
| 2017年10月2日  | 《花好月圆》中秋晚会   | 东方卫视               | 賴美雲、林津伊、林慧、蔣申、陳麗、許詩茵                   |
| 2018年4月27日  | 《黄金100秒》          | CCTV-3                 | 林慧、吳瑤、陳麗                                           |

## 外部連結
- 秦瑜的新浪微博
- 秦瑜的Instagram帳戶
- SING女团的新浪微博